# Thenkarai
Thenkarai es una ciudad y nagar Panchayat situada en el distrito de Coimbatore en el estado de Tamil Nadu (India). Su población es de 7349 habitantes (2011). Se encuentra a 15 km de Coimbatore.

## Demografía
Según el censo de 2011 la población de Thenkarai era de 7349 habitantes, de los cuales 3657 eran hombres y 3692 eran mujeres. Thenkarai tiene una tasa media de alfabetización del 64,77%, inferior a la media estatal del 80,09%: la alfabetización masculina es del 73,91%, y la alfabetización femenina del 55,81%.